# Tageshore
Tageshore, auch mittlere Hore oder Mittagshore genannt, ist eine Bezeichnung für einen Teil des Stundengebets der katholischen Kirche.
Im Zuge der Liturgiereform des Zweiten Vatikanischen Konzils wurde die Möglichkeit geschaffen, die kleinen Horen Terz, Sext und Non, die gegen 9 Uhr, 12 Uhr und 15 Uhr gebetet werden, zu einer Gebetszeit, der Tageshore, zusammenzufassen und zu einer gelegen erscheinenden Zeit im Laufe des Tages zu beten. Da die Tageshore zwischen den morgendlichen Laudes und der abendlichen Vesper gebetet wird, wird sie zuweilen auch „mittlere Hore“ genannt. Wo die Tagzeit mit der Non zu einer Hore zusammengefasst und vor der mittäglichen Unterbrechung der Arbeit gebetet wird, wird sie auch Mittagshore genannt.